# سوزان غرينجر
سوزان غرينجر هي مجدفة كندية، ولدت في 30 ديسمبر 1990 في لندن في كندا.

## وصلات خارجية
- سوزان غرينجر على موقع الاتحاد الدولي للتجديف (الإنجليزية)
- سوزان غرينجر على موقع اللجنة الأولمبية الدولية (الإنجليزية)
- سوزان غرينجر على موقع أوليمبيديا (الإنجليزية)
- سوزان غرينجر على موقع اللجنة الأولمبية الكندية (الإنجليزية)